# Književnost u 1837.
◄◄ | ◄ | 1834. | 1835. | 1836. | 1837.  | 1838. | 1839. | 1840. | ► | ►►
Arhitektura • Astronomija • Biologija • Glazba • Kazalište • Kemija • Kiparstvo • Knjige • Književnost • Kršćanstvo • Meteorologija • Medicina • Politika • Pravo • Promet • Slikarstvo • Šport • Znanost • Željeznički promet
Književnost u 1837.

## Svijet

### Rođenja
- 20. svibnja – Honoré de Balzac, francuski književnik († 1850.)

### Smrti
- 10. veljače – Aleksandar Sergejevič Puškin, ruski pjesnik, dramatičar i prozaik (* 1799.)

## Vanjske poveznice
|  | Zajednički poslužitelj ima još gradiva o temi Književnost u 1837. |